# Flommen
Flommen er et fredet engomåde der støder lige op til østsiden af Sorø by.  Flommen var oprindeligt en arm på Sorø Sø, men i 1700- og 1800-tallet sænkede man i flere omgange vandstanden i Sorø Sø og inddæmmede til sidst Flommen. Samtidig anlagde man Fægangen, den store vej der fører tværs over Flommen. En  bestemmelse fra 1882 pålægger skovrideren at lede vand ind på den sydlige del af Flommen, inden frosten kommer, så borgerne i Sorø har en skøjtebane. I dag græsses det meste af Flommen af kvæg og heste, så området ikke vokser til og kan bevare sin karakter som eng med enkelte større enligt stående træer. Nogle steder er engen dog vokset kraftigt til med især pil. Den nedlagte jernbane over Flommen er nu en gang- og cykelsti.
Skovområdet omkring Filosofgangen er specielt ved, at skoven har fået lov til at henligge som en slags naturskov i mange år, og skoven rummer mange forskellige slags træer.
Flommen udgør hovedparten af Natura 2000-område nr. 160: Nordlige del af Sorø Sønderskov. Engen og  nogle tilstødende skovarealer, i alt 127 hektar blev fredet i 1977 for at sikre at Flommen bevarer sin karakter af åbent engområde, og at der ikke foretages ændringer i terræn og vandstand.  En del af skovene havde henligget som fredskov siden 1952. Området ejes af Sorø Akademi, der ikke ønskede erstatning ved fredningens gennemførelse